# Polhemsgatan

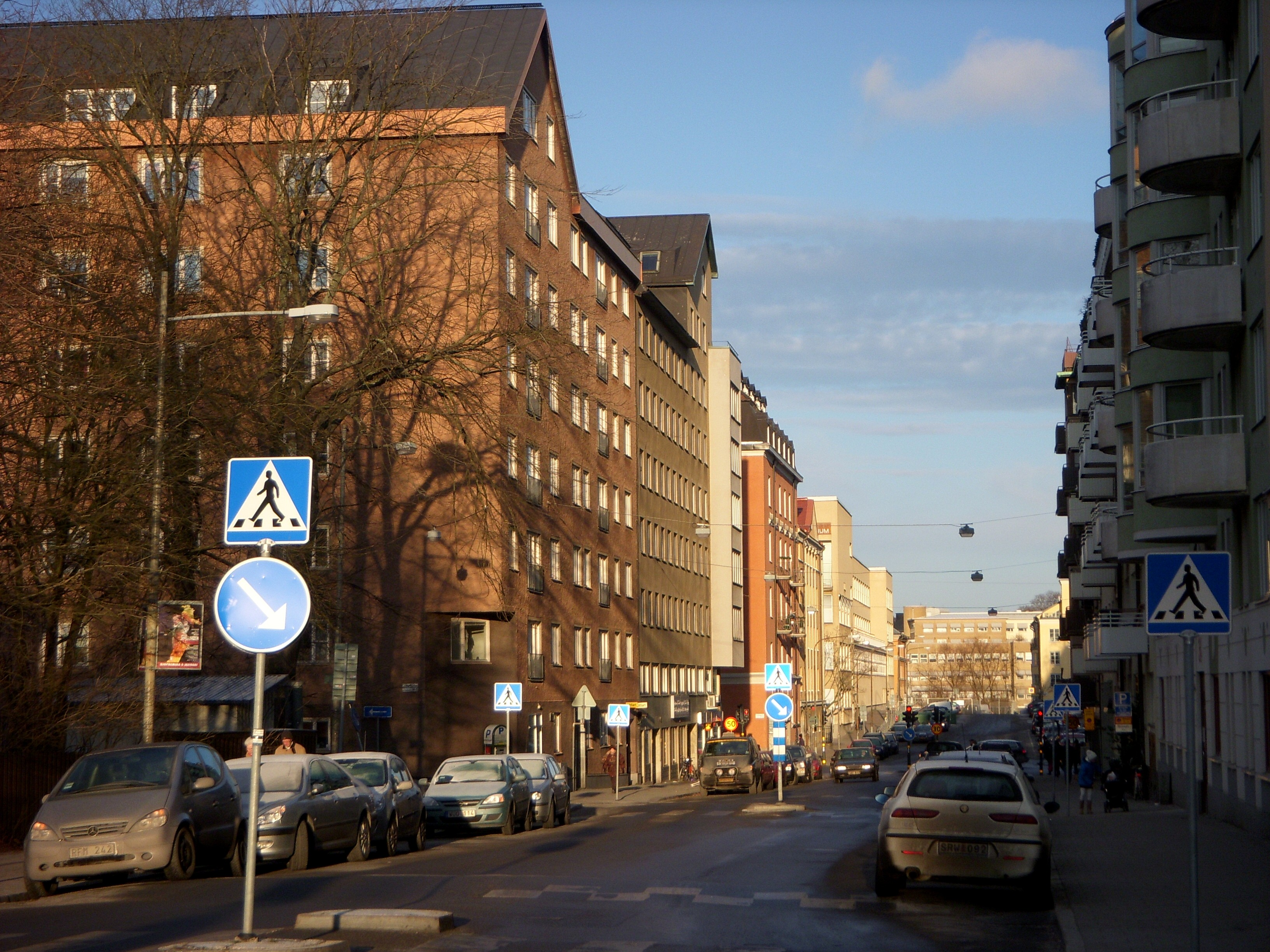
Polhemsgatan i höjd med Kronobergsparken, vy mot norr.

Polhemsgatan är en gata i stadsdelen Kungsholmen i Stockholm. Gatan sträcker sig i nord-sydlig riktning över hela Kungsholmen från S:t Eriksområdet i norr, förbi Kronobergsparken, till Norr Mälarstrand i söder. 
Som så många andra gatunamn fastställdes namnet Polhemssgatan vid Stockholms stora gatunamnrevision 1885 efter mekanikern och uppfinnaren Christoffer Polhem under kategorin "fosterländska och historiska namn". Före gaturegleringen på 1880-talet motsvarades Polhemsgatan av två äldre gator, Målaregränden för den norra delen och Bergsgränden för den södra delen ner till Hantverkargatan.
Längs Polhemsgatan finns S:t Eriks bostadsområdet , S:t Eriks ögonsjukhus och S:t Eriks gymnasium (före detta Polhemsgymnasiet) en funktionalistisk byggnad från 1939 ritat av arkitekten Paul Hedqvist. I höjd med Kronobergsparken, i kvarteret Kronoberg, finns även Stockholms polishus.
Här låg även Kronprinsessan Lovisas barnsjukhus fram till 1970, vid Kronobergsparken på platsen för dagens nya polishus.